# Занковский, Александр Николаевич
Александр Николаевич Занковский (1844, Черниговская губерния — 1920, Москва) — русский изобретатель и предприниматель; энтузиаст сыроедения, член совета Московского общества вегетарианцев.

## Биография
Родился 19 октября 1844 года[по какому календарю?] в селе Пятовское Стародубского уезда Черниговской губернии. Учился сперва в Воронежском кадетском корпусе, а затем окончил Александровское военное училище в Москве.
Служил офицером в пехотном полку, а также работал в Таганрогском жандармском железнодорожном управлении. В 1892 году был в звании капитана. В 1894—1895 годах был владельцем фотографическое ателье в Москве (Басманная часть, 1-й уч., собств. дом.), перешедшее затем потомственному почётному гражданину Павлу Константиновичу Остроумову.
В 1898 году Александр Занковский был лишён Московским окружным судом офицерского чина и дворянского звания и выслан в Олонецкую губернию (на 10 лет) по обвинению во взимании «лихвенных» процентов как держатель ссудной кассы в Москве. Виновным себя он не признал В 1904 году срок его ссылки (по случаю рождения наследника) был сокращён на треть, а срок запрещения проживания в столичных губерниях снижен до трёх лет.
В 1901 году он изобрёл новый водоподъёмный прибор на нефтяном и дровяном топливе. Прибор демонстрировался в мае 1901 года на технической комиссии в Москве, а также в парке Павловска и саду Зубовской в Санкт-Петербурге. Получил привилегию на прибор в Англии и охранное свидетельство в России.
В Петрозаводске поставил в своём доме печь, отапливаемую опилками, что было новым для горожан. На свои средства им был устроен городской каток, заливавшийся изобретённым им водоподъёмным прибором. Также его изобретение было применено в сооружении фонтана на Левашовском бульваре, для устройства которого Занковский пожертвовал 100 руб.
После отбытия срока высылки жил в Петрозаводске, Ялте и Киеве; в 1908 году вернулся в Москву. Будучи в отставке, он занимался «хлебными операциями», ссудными кассами, а также имел магазин.
Занковский является основателем первой в России фабрики фотопластинок «Победа», которая располагалась в его собственном доме (Немецкая ул., д. 6). В 1915 году основал первый Институт лечения сыроедением; издал книгу «Лечение сырой диетой» Архивная копия от 12 июня 2018 на Wayback Machine (1914).
Был женат. Имел многочисленное семейство. Из его сыновей:
- Сергей (1887—1972) — писатель, закончил Московское реальное училище Фидлера.
- Николай — фотограф, владелец фабрики фотографических пластинок[3].